# Waterschap Boersema-Sikkema
Het Waterschap Boersema-Sikkema is een voormalig waterschap in de provincie Groningen.
Van het schap is weinig meer bekend dan dat het in het drie percelen van twee eigenaren uit Faan en Midwolde besloeg. Het gebied wordt tegenwoordig beheerd door het waterschap Noorderzijlvest.
Hoewel het waterschap al in 1881 aan de Fanerpolder werd toegevoegd, is het pas in 1992 formeel opgeheven.
Waterstaatkundig gezien ligt het gebied sinds 1995 binnen dat van het waterschap Noorderzijlvest.